# Équitation en France
Vous lisez un « bon article » labellisé en 2014.
L'équitation est le troisième sport olympique en nombre de licenciés en France, et le premier sport féminin.
Issue des pratiques militaires et d'une longue tradition d'enseignement par les écuyers comme La Guérinière et François Baucher, l'équitation de tradition française est essentiellement représentée au Cadre noir de Saumur. La pratique de l'équitation a évolué vers le sport et les loisirs, en s'ouvrant au grand public. Elle s'est très nettement démocratisée à la fin du XXe siècle, avec une forte hausse du nombre de cavaliers, en particulier des jeunes et des femmes. L'enseignement de l'équitation sport-loisir en France repose sur l'existence de plus de 8 000 centres équestres, qui mettent des chevaux dressés à la disposition du public. Leur implantation est soutenue par l'État français grâce à un taux de TVA réduit de 2004 à 2013. Fin 2013, cavaliers et professionnels du secteur protestent contre la hausse de TVA sur leur activité.
Les 2,3 millions de cavaliers français, professionnels ou occasionnels, appartiennent majoritairement à la classe moyenne et pratiquent par goût du contact avec la nature. L'équitation emploie environ 45 000 personnes. Les disciplines représentées en France sont très variées, du concours complet d'équitation au horse-ball en passant par l'endurance codifiée en France, mais le saut d'obstacles représente près de 80 % des compétitions. La France est le premier organisateur mondial de compétitions équestres affiliées à la Fédération équestre internationale et la première destination de tourisme équestre. De nombreux cavaliers professionnels français obtiennent des médailles. Pierre Jonquères d'Oriola reste le plus titré en saut d'obstacles, Michel Robert ou encore Alexandra Ledermann ont accumulé des titres. Le concours complet compte des champions comme Jean-Lou Bigot, Jean Teulère et Nicolas Touzaint. La France est également l'une des meilleures nations d'endurance équestre. Le domaine du spectacle s'est fait connaître grâce à des artistes comme Bartabas, fondateur de l'Académie du spectacle équestre de Versailles.
Plusieurs organismes officiels travaillent sur l'équitation, notamment la Fédération française d'équitation qui décerne les diplômes appelés « Galops », la Société hippique française, le Groupement hippique national pour les centres équestres et l'Institut français du cheval et de l'équitation, créé en 2010 par la fusion des haras nationaux et de l'École nationale d'équitation. Malgré l'existence de nombreux titres de presse spécialisée et des deux chaînes d'Equidia qui lui sont consacrées à la télévision, l'équitation reste confidentielle dans les médias. Elle a toutefois bénéficié d'importantes campagnes de communication de la Fédération française d'équitation, en reprenant le slogan enfantin « Le cheval c'est trop génial ». 

## Histoire

### Tradition militaire et savante

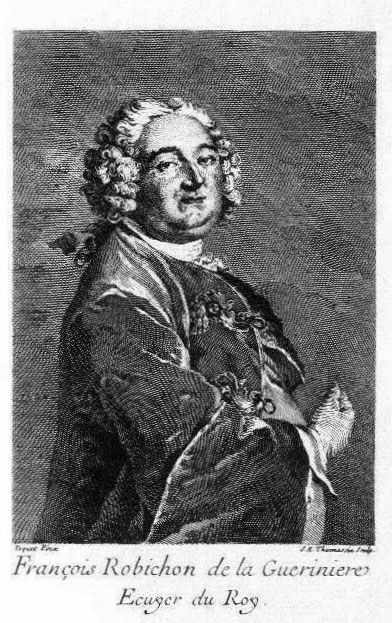
François Robichon de La Guérinière, le « père de l'équitation française ».

L'histoire de l'équitation française est presque exclusivement « militaire et savante ». Restée très sommaire jusqu'au VIIIe siècle, notamment chez les Gaulois et les Romains, l'équitation connaît un essor avec la société des chevaliers, grâce à l'arrivée de l'étrier et de selles plus adaptées. L'introduction des armes à feu mettant un terme à la domination de la cavalerie lourde au XVe siècle, elle devient savante au début du XVIe siècle, sous l'impulsion des Italiens. Il s'agit de demander au cheval les mouvements qui permettent de « se débarrasser de la piétaille ». Salomon de La Broue et Antoine de Pluvinel sont les précurseurs de l'équitation de tradition française. La méthode du premier est connue grâce à son ouvrage Le cavalerice français (1602). La pratique des assouplissements du cheval et du travail aux piquets permet au cavalier de pratiquer des airs relevés et des airs au-dessus du sol. L'apprentissage de l'équitation constitue un véritable rite de passage pour la Noblesse française. François Robichon de La Guérinière est considéré comme le « père de l'équitation française », son influence dépassant largement les frontières du pays puisque l'École espagnole de Vienne est issue de son enseignement.
L'héritage de La Guérinière est remis en cause au milieu du XVIIIe siècle, quand l'équitation de cour montre ses limites face à l'équitation militaire. Les écoles de cavalerie militaires, notamment celles de Paris et de Saumur, enseignent la monte à cheval dans un but exclusivement guerrier, pour former la cavalerie. La Révolution française entraîne leur suppression. À partir de 1825, l'histoire de l'équitation à la française se confond avec l'école de cavalerie de Saumur, futur Cadre noir. Deux grands écuyers, le vicomte d'Aure et François Baucher, opposent leurs principes qui seront finalement réunis dans la doctrine du général Alexis L'Hotte, et sa célèbre devise : « Calme, en avant et droit ». Jusqu'en 1945, le cheval n'est envisagé, à l'école de Saumur, que comme un animal militaire. Ces pratiques équestres militaires et savantes perdurent jusqu'au XXIe siècle, mais la société française se tourne entre-temps largement vers le sport et les loisirs, qui permettent de nouveaux débouchés pour l'équitation. La mission conservatoire en faveur de l'équitation de tradition française se matérialise par la mission de formation du Cadre noir de Saumur, et la création de l'École nationale d'équitation en 1972.
En dehors de toute tradition d'enseignement, la pratique de l'équitation ou de l'attelage est quotidienne pour de très nombreux Français avant la motorisation des transports. Le découpage des départements, en 1790, permet en principe à tout Français de se rendre à la préfecture de son département en moins d'une journée de cheval.

### Développement de l'équitation sportive et du sport hippique

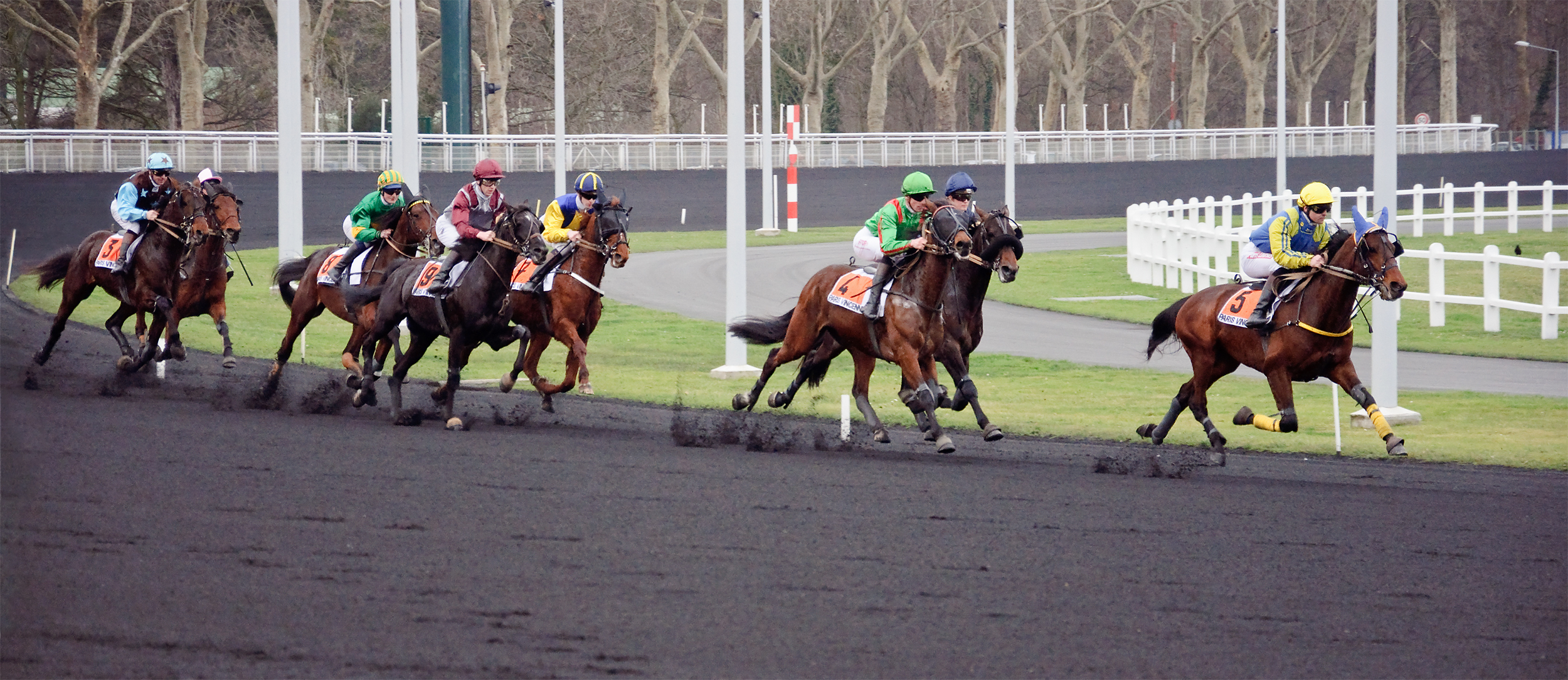
Course de trot monté à l'hippodrome de Vincennes.

Les prémices de l'équitation sportive en France coïncident avec le développement des courses hippiques et du steeple-chase depuis l'Angleterre. Si le principe des courses de chevaux est connu de longue date, il faut attendre la fin du XVIIIe siècle pour que les courses à l'anglaise soient introduites en France, et la fin du siècle suivant pour qu'elles soient codifiées. Ce sport est alors essentiellement réservé à l'élite sociale. En 1865, la Société hippique française est créée pour améliorer l'élevage des chevaux de course Pur-sang. Le XXe siècle voit la démocratisation de l'hippisme, qui devient un sport populaire. Le PMU est créé en 1931 et le tiercé en 1954. Toutefois, c'est l'attrait du jeu plutôt que l'amour du cheval qui attire le public des sports hippiques.
Par le biais des militaires, l'équitation sportive se développe. Les entraînements de la cavalerie comportent des courses d'obstacles. Les premiers raids équestres d'endurance sont une création militaire, tout comme le parcours du cheval d'armes, qui deviendra le concours complet d'équitation. Les règlements s'organisent avec l'intégration des trois sports équestres olympiques (saut d'obstacles, dressage et concours complet) à Stockholm en 1912. La France rejoint la Fédération équestre internationale et crée en son sein la Fédération française des sports équestres (FFSE) en 1921. Elle fonctionne avec la Société hippique française en faveur de l'organisation de l'équitation dans le pays jusqu'en 1943, puis devient autonome. Les cavaleries militaires ayant perdu leur rôle, des ligues régionales d'équitation se créent peu à peu en France, pour promouvoir la monte à cheval dans le civil. Dès 1933, les Haras nationaux pressentent l’intérêt de soutenir le développement d'une équitation civile et promeuvent des sociétés hippiques rurales et urbaines. La FFSE est rattachée au ministère de la jeunesse et des sports et devient le seul organisme habilité à gérer les sports équestres en France. Les anciens cavaliers militaires, privés de leur rôle dans l'armée, deviennent pour beaucoup des enseignants d'équitation dans le civil. Jusqu'aux années 1950, l'équitation française reste très élitiste et réservée à une minorité de privilégiés, dans l'objectif de former des cavaliers de sport.
La démilitarisation de l'équitation est perceptible par le passage du Cadre noir de Saumur au civil en 1969. Il est lui aussi rattaché au Ministère des Sports. C'est également à la fin des années 1960 que les derniers enseignants d'équitation civile issus de formations militaires prennent leur retraite, et laissent place à une nouvelle génération de cavaliers issus du civil. Le basculement a pris environ vingt-cinq ans, soit une génération.

### Ouverture au grand public

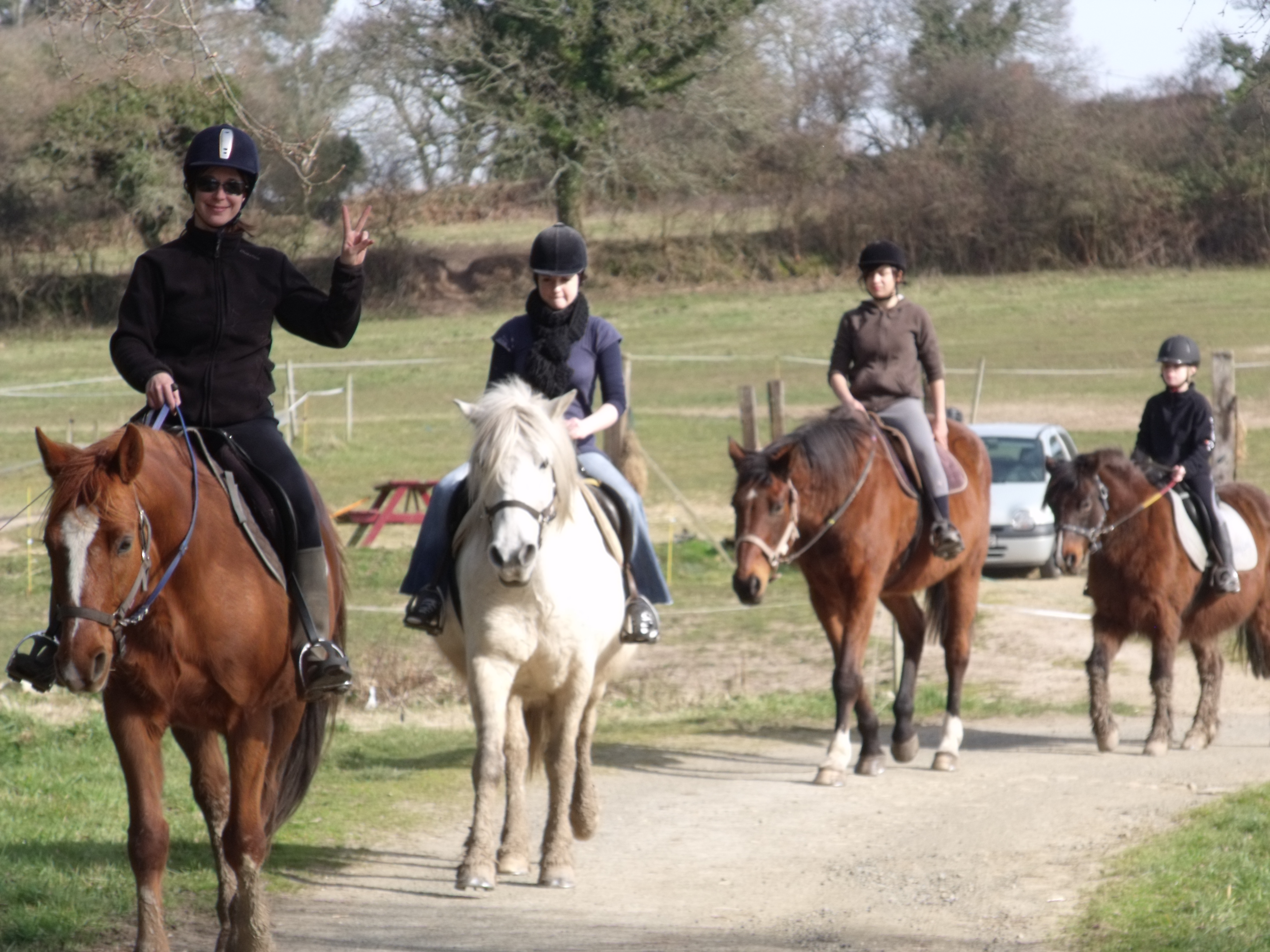
La randonnée équestre, comme ici en Bretagne, est symptomatique du basculement de l'équitation vers les activités de loisir.

Dès les années 1960, de nouveaux cavaliers extérieurs au monde militaire se mettent à la recherche de loisirs proches de la nature et de contacts avec le cheval, pour une autre finalité que le sport,. En 1963, l'Association nationale pour le tourisme équestre est créée de manière autonome avec l'aide des haras nationaux, pour répondre à la recherche des sports-loisir de plein air. Le nombre de cavaliers en France connaît une progression spectaculaire, passant de 30 000 après la Seconde Guerre mondiale à 620 000 en 2001, dont 432 500 sont licenciés de la Fédération française d'équitation. L'arrivée de ces nouveaux pratiquants bouleverse le paysage équestre, en introduisant une nouvelle culture et un nouveau rapport à l'animal. Des pratiques équestres, exotiques ou méprisées par les cavaliers militaires classiques, se développent.
La randonnée équestre, et surtout le tourisme à cheval, permet, dès les années 1950, d'organiser ses vacances pour y pratiquer l'équitation. Avant toute structuration, des loueurs d'équidés peu scrupuleux se multiplient dans les régions touristiques, dans des conditions de respect animal insuffisantes. L'équitation sur poney, qui s'impose sous l'influence des anglo-saxons, rapproche les enfants du monde du cheval dès leur plus jeune âge. Les poneys font partie intégrante du programme des classes vertes dès les années 1970, et le Poney Club de France est créé en 1971 avec le concours des Haras. La monte à cheval fait son entrée en milieu scolaire. Cette tendance est significative de la démocratisation de cette pratique,. En 1965 sont créés les premiers diplômes d'État en équitation. Les années 1970 voient un rapprochement entre les différents organismes d'équitation en France. En 1999, une réforme fond définitivement les trois entités gérant l'équitation sur poney, le tourisme équestre et les sports équestres dans la seule FFE.
Les pratiques équestres deviennent plus ludiques (pony-games), à l'image du horse-ball, codifié en France en 1978. Des équitations exotiques comme l'équitation western et la doma vaquera, entre autres, font des émules et créent une demande en chevaux de selle plus maniables et plus typés que les animaux réformés des courses, qui forment la quasi-totalité de la cavalerie d'enseignement des centres équestres. Les centres équestres se développent à destination des particuliers, en permettant à toute personne d'approcher des chevaux et d'apprendre comment les monter et les soigner. De même, le développement des gîtes d'étapes et des fermes équestres permet aux particuliers de pratiquer l'équitation en dehors de tout encadrement fédéral, les 200 000 cavaliers indépendants estimés à la fin du XXe siècle affectionnant les randonnées en solitaire.
L'équitation s'est développée grâce à une fiscalité réduite (TVA à 5,5 % de 2004 à 2013) qui a permis l'implantation de nombreux centres équestres, avec une forte croissance sur la décennie 2000. Le nombre de cavaliers y a augmenté de 60 %. Les centres équestres participent largement au phénomène de « démocratisation ». L'ethnologue Jean-Pierre Digard parle plutôt d'une « massification » de la pratique équestre.
| Année                                       | 1984    | 1985    | 1990    | 1995    | 2000    | 2005    | 2006    | 2007    | 2008    | 2009    | 2010    | 2011    | 2012    | 2013    | 2014     | 2015   | 2016   |
| ------------------------------------------- | ------- | ------- | ------- | ------- | ------- | ------- | ------- | ------- | ------- | ------- | ------- | ------- | ------- | ------- | -------- | ------ | ------ |
| Évolution des licences équestres en France. | 145 071 | 147 108 | 214 007 | 325 670 | 434 980 | 513 615 | 523 696 | 553 560 | 600 805 | 650 437 | 687 334 | 705 783 | 706 449 | 694 480 | 689 044. | 673026 | 663194 |

### Équitaxe

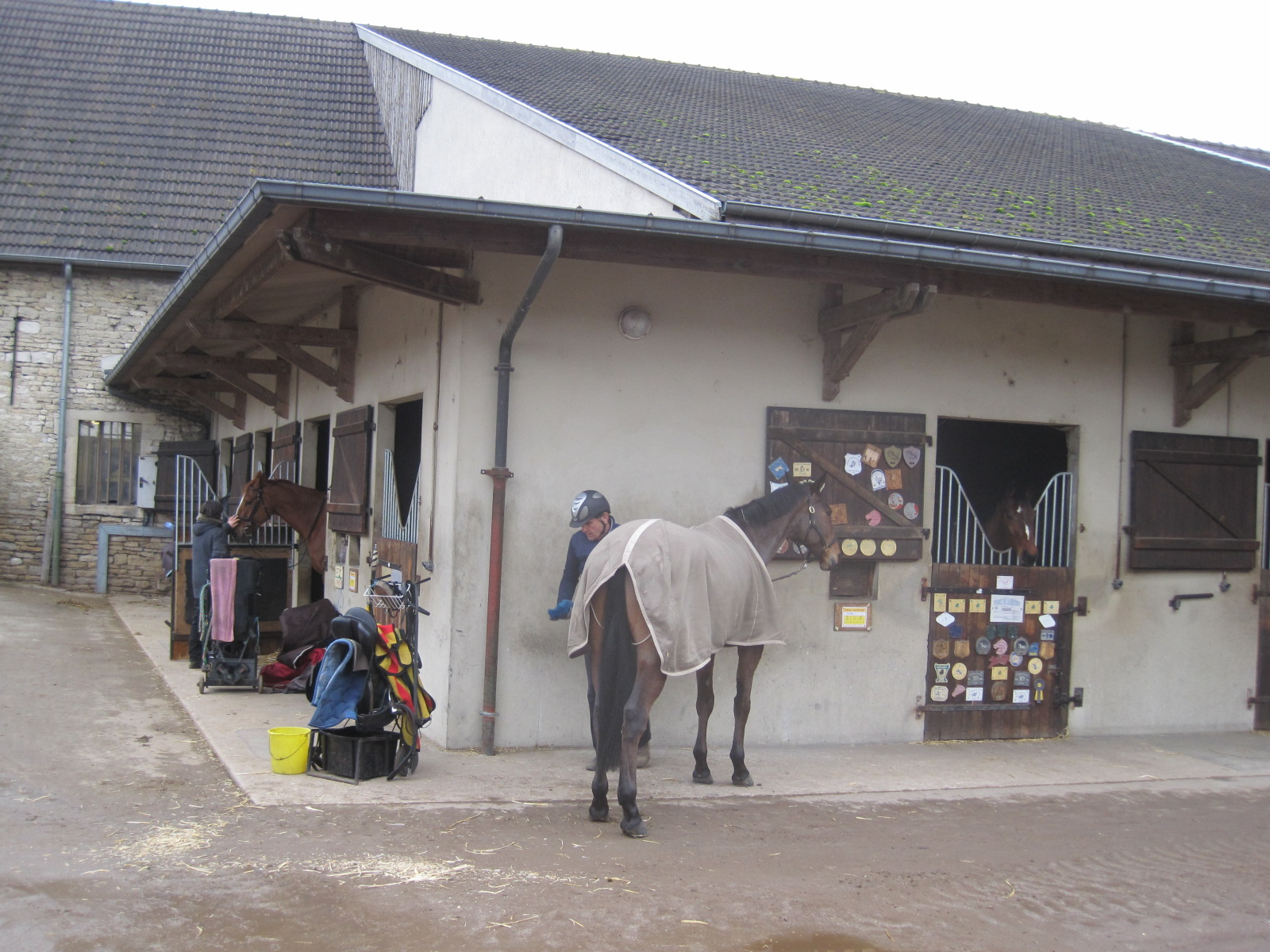
Le modèle d'enseignement de l'équitation en France repose sur les centres équestres, très présents sur tout le territoire (ici à Castel de la Colombière, en Bourgogne).

En 2013, pour la première fois, le nombre de cavaliers licenciés est en baisse, un phénomène que la FFE attribue à la crise économique. À la fin de la même année, une augmentation de la TVA sur les activités équestres est décidée en France sous le gouvernement de François Hollande pour janvier 2014. Surnommée Équitaxe ou « Équi-taxe », sa mise en place fait suite à une série de conflits entre le gouvernement français et l'Union européenne. Le 22 octobre 2013, un amendement est proposé à l'Assemblée nationale pour relever la TVA applicable au secteur équestre de 13 points, soit de 7 à 20 %. Dès qu'il est connu, cet amendement suscite de vives réactions de la communauté cavalière. Les manifestations du monde équestre représentent un événement « peut-être inédit dans l'histoire de France ».
Une manifestation nationale est organisée le 24 novembre à l'appel des organismes officiels (Fédération française d'équitation, Fédération nationale du cheval, Groupement hippique national et FNSEA), et attire des milliers de manifestants (5 000 selon la préfecture de police, 15 000 à plus de 20 000 (et 1 000 poneys) selon les organisateurs).  La loi a été mise en application au 1er janvier 2014, puis aménagée le 31 janvier, avec la ré-introduction d'un taux réduit applicable aux prestations d'utilisation des structures sportives,.

## Sociologie
En 2011, selon un sondage de la Sofres, 2,2 millions de Français pratiquent régulièrement l'équitation (2,3 millions en 2013) et 14 millions de Français se déclarent prêts à monter à cheval si l'occasion se présente. C'est un facteur important de relations entre villes et campagnes : les pratiquants citadins se rendent régulièrement dans leur centre équestre en milieu rural, ce qui leur permet de découvrir le monde agricole. L'équitation est aussi la troisième fédération sportive de France après le football et le tennis, et le premier sport féminin (si l'on compte également les sports féminins non-olympiques, elle arrive cependant à la sixième place). Au niveau international, la France est le second pays contributeur à la Fédération équestre internationale derrière l'Allemagne, sa fédération équestre étant la seconde plus importante au monde. Selon un sondage BVA réalisé en 2011, les pratiquants d'équitation en France recherchent la proximité avec la nature, le compagnonnage avec le cheval et un rapprochement avec le monde rural. 62 % des personnes interrogées pensent que ce sport s'est démocratisé. Le cavalier français typique est une fille de moins de 16 ans, et de manière générale les pratiquants sont le plus souvent des enfants. En France, l'équitation a la réputation (fausse) de « ne pas être un vrai sport », malgré les efforts physiques importants que demandent certaines disciplines comme le saut d'obstacles. Certains cavaliers sont très âgés (ou très jeunes) et l'équitation compte une forte composante loisir, pratiquée surtout par les petites filles.

### Féminisation

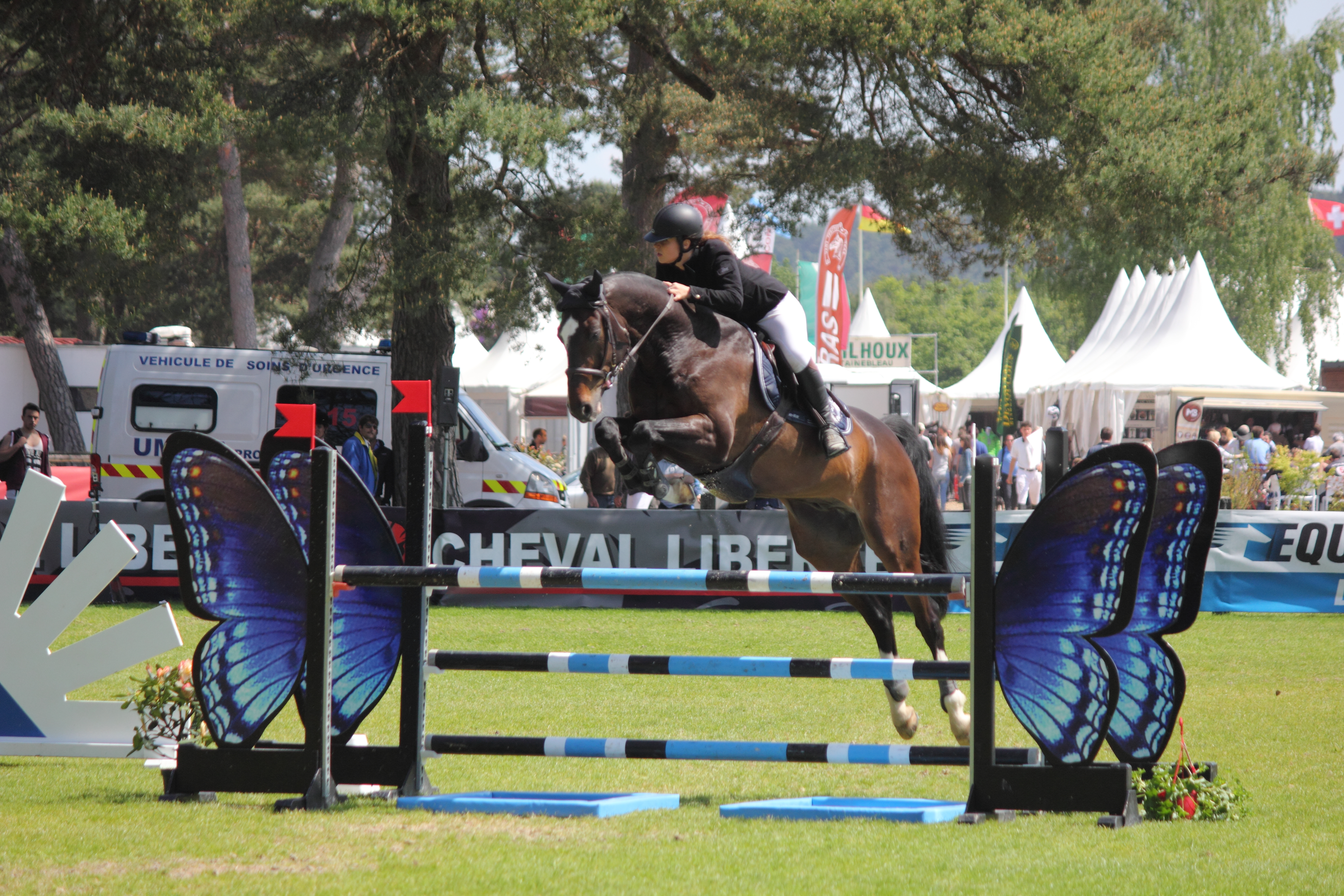
La grande majorité des cavaliers français (ici, sur un concours de saut d'obstacles à Fontainebleau) sont des jeunes filles.

La féminisation de l'équitation est croissante, les cavaliers de France sont désormais en très grande majorité des femmes. Au début du XXIe siècle, elles représentent plus de 80 % des licenciés. Historiquement, l'équitation était inaccessible aux femmes, une loi française leur interdisant de monter à califourchon jusqu'en 1930. Jusqu'aux années 1970, le monde équestre reste très masculin, comme en témoignent des expressions du type « homme de cheval ». La majorité de ces cavalières sont désormais des étudiantes, qui mettent à profit leur temps libre pour s'occuper de chevaux. Les centres équestres sont de véritables lieux de rassemblement pour les jeunes filles, le mercredi et le week-end. La féminisation du monde équestre français s'oppose à la culture masculine d'« homme de cheval », et à la recherche exclusive des performances sportives. Jean-Pierre Digard constate que certaines cavalières sont animées par un désir de revanche ou de défi dans un milieu longtemps resté masculin, d'autres spécialistes avancent des explications psychanalytiques en faveur d'une attirance des jeunes filles pour le cheval. Cependant, les cavaliers de très haut niveau restent majoritairement des hommes, puisque seulement 35 % des cavaliers de niveau « pro » sont des femmes.

### Milieu social
Une image de « sport de riches » reste attachée à l'équitation,. Le développement de certains sports équestres à partir des pratiques des riches lords anglais, comme la chasse à courre, a pu rester ancré dans la mémoire des Français et contribuer à lui donner cette image fausse. Une autre explication possible réside dans le fait que beaucoup de personnes croient à tort qu'il est nécessaire de posséder un cheval pour pratiquer. Or, être cavalier-propriétaire se révèle onéreux. Le président de la Fédération française d'équitation Serge Lecomte précise que les revenus moyens des familles françaises qui pratiquent oscillent entre 25 et 35 000 euros annuels, ce qui correspond à la moyenne des Français,. Selon l'enquête TNS Sofres de 2011, toutes les catégories socio-professionnelles sont représentées, avec 15 % d'employés, 20 % d'ouvriers, 22 % de professions intermédiaires et 23 % de cadres supérieurs. France Info nuance cette interprétation, puisque « 15 % d'employés et 20 % d'ouvriers, c'est moins que la proportion de ces catégories dans la population française ». De même, les cadres supérieurs sont davantage représentés (23 %, alors qu'ils sont un peu plus de 15 % en France). Le revenu médian des familles de cavaliers est de 2 300 euros par mois, soit légèrement supérieur à la moyenne du pays. Les cavaliers appartiennent en majorité à la classe moyenne.
L'équitation est nettement plus accessible à tous les publics que par le passé. Un cavalier non-propriétaire dépense, en 2013, environ 1 100 euros par an pour la pratique. Un cavalier-propriétaire en dépense environ 2 600, les trois-quarts de cette somme étant alloués à l'entretien du cheval. Le plus haut niveau reste relativement élitiste en raison du coût qu'il engendre.

### Codes vestimentaires

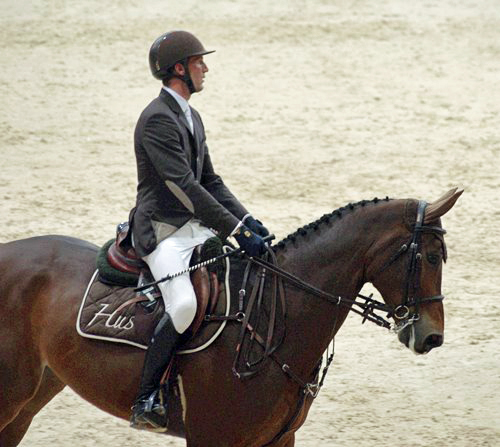
Kevin Staut, ici avec Zeta de Hus, porte la tenue classique des cavaliers français de haut niveau : bombe, bottes, pantalon clair et veste foncée.

L'équitation garde pour beaucoup de Français la réputation d'un sport « distingué » avec des conventions vestimentaires (le « look bombiste », ou port de la bombe) et des comportements ritualisés, lui donnant selon l'ethnologue Jean-Pierre Digard une réputation « vieille France » et « haut de gamme ». Toutefois, le code vestimentaire a évolué, tout comme la nature des cavaliers eux-mêmes. Les vêtements des cavaliers de France révèlent un mélange « passéiste et innovant ». Si la bombe (ou le casque) reste d'usage pour des raisons de sécurité, les culottes et les bottes d'équitation classiques sont de plus en plus souvent remplacées par des chaps (jambières de peau que les cow-boys plaçaient par-dessus leur pantalon), et des guêtres ou mini-chaps, portées par-dessus tout type de chausses. Ce nouveau code vestimentaire relève d'une américanisation, et d'un esprit « cool » et « naturel ».

## Économie
Le poids économique réel est difficile à déterminer : il existe une multitude d'activités autour du cheval, dont le seul dénominateur commun est l'animal lui-même. Cependant, l'importance économique de l'équitation n'a fait que s'affirmer et se renforcer au début du XXIe siècle. En globalité (élevage et équitation), le monde du cheval représente en 2010 plus de 75 000 emplois en ETP, 55 000 entreprises et 12 milliards d'€ de chiffre d'affaires. La France compte en 2013 environ 8 500 centres équestres affiliés FFE, qui représentent 25 000 emplois directs (et 20 000 emplois indirects) en lien avec l'équitation, ce qui en fait le premier employeur sportif. De nombreux emplois dépendent de la simple présence de chevaux sur le sol français : vétérinaires, dentistes et ostéopathes équins, maréchaux-ferrants, marchands de chevaux, éleveurs ou encore selliers. Ces emplois sont très nettement féminisés, et près d'un quart d'entre eux ne nécessitent pas de savoir monter puisque ce sont des postes de palefrenier-soigneur, premier métier équestre en France. Le second en importance est celui de moniteur en centre équestre, le troisième celui de cavalier entraîneur ou lad-driver.
Une heure d'équitation en centre équestre coûte entre 15 et 20 euros (2013), et 58 % des cavaliers des centres équestres français ont moins de 13 km à parcourir pour rejoindre l'établissement où ils pratiquent. Tout professionnel de l'équitation en France doit « allier les qualités et les compétences de l'écuyer à celles d'un gestionnaire efficace », mais le souci de l'enseignement et de l'esthétique l'emporte souvent sur celui de la rémunération. De ce fait - et en raison de la concurrence - la plupart des leçons d'équitation sont enseignées pour un tarif inférieur à leur coût réel.
Une autre particularité de l'équitation en France réside dans l'absence de financement des structures ou de la pratique par l'État et les collectivités. Le prix des cours est à la charge des pratiquants. Les centres équestres sont entièrement pris en charge par leurs exploitants, une situation inverse à celle d'autres sports pratiqués en France comme le football, l'athlétisme, la natation ou le judo, dans lesquels l'État et les municipalités investissent en créant des structures (stades, salles de sport, piscines...),. Les professionnels de l'équitation désireux d'enseigner ou d'implanter une structure disposent de l'aide de nombreux organismes répartis sur le territoire français, comme le Centre d'étude et de recherche sur l'économie et l'organisation des productions animales, le Groupement hippique national, l'Institut du droit équin, le Syndicat national des exploitants d'établissements professionnels d'enseignement équestre, la Fédération interprofessionnelle du cheval de sport, de loisir et de travail, et même le CNRS qui publie régulièrement des études concernant le milieu équestre. L'État s'est nettement désengagé des activités d'équitation, notamment des haras nationaux.
Le sport hippique génère environ 10 milliards d'€ de revenus annuels (2010) grâce aux paris, dont la plus grande part est reversée aux parieurs. 16 % reviennent aux professionnels du secteur et ce qui reste (1,5 milliard) à l'État,. L'État a toutefois ouvert les paris hippiques à la concurrence en 2010, sur décision européenne. Les investissements nationaux en faveur du domaine équestre proviennent du fonds Eperon (« Encouragement aux projets équestres régionaux ou nationaux »), constitué en 2005 par un prélèvement sur les gains du secteur du sport hippique. Il a notamment permis de financer une partie des jeux équestres mondiaux de 2014. Depuis mars 2011, le gouvernement français a également ouvert le saut d'obstacles et le horse-ball aux paris en ligne.
La filière hippophagique joue un rôle dans l'économie de l'équitation en France : le prix de vente des chevaux âgés ou blessés est souvent indexé sur ce que donnent les abattoirs pour la viande.

## Disciplines et pratiques

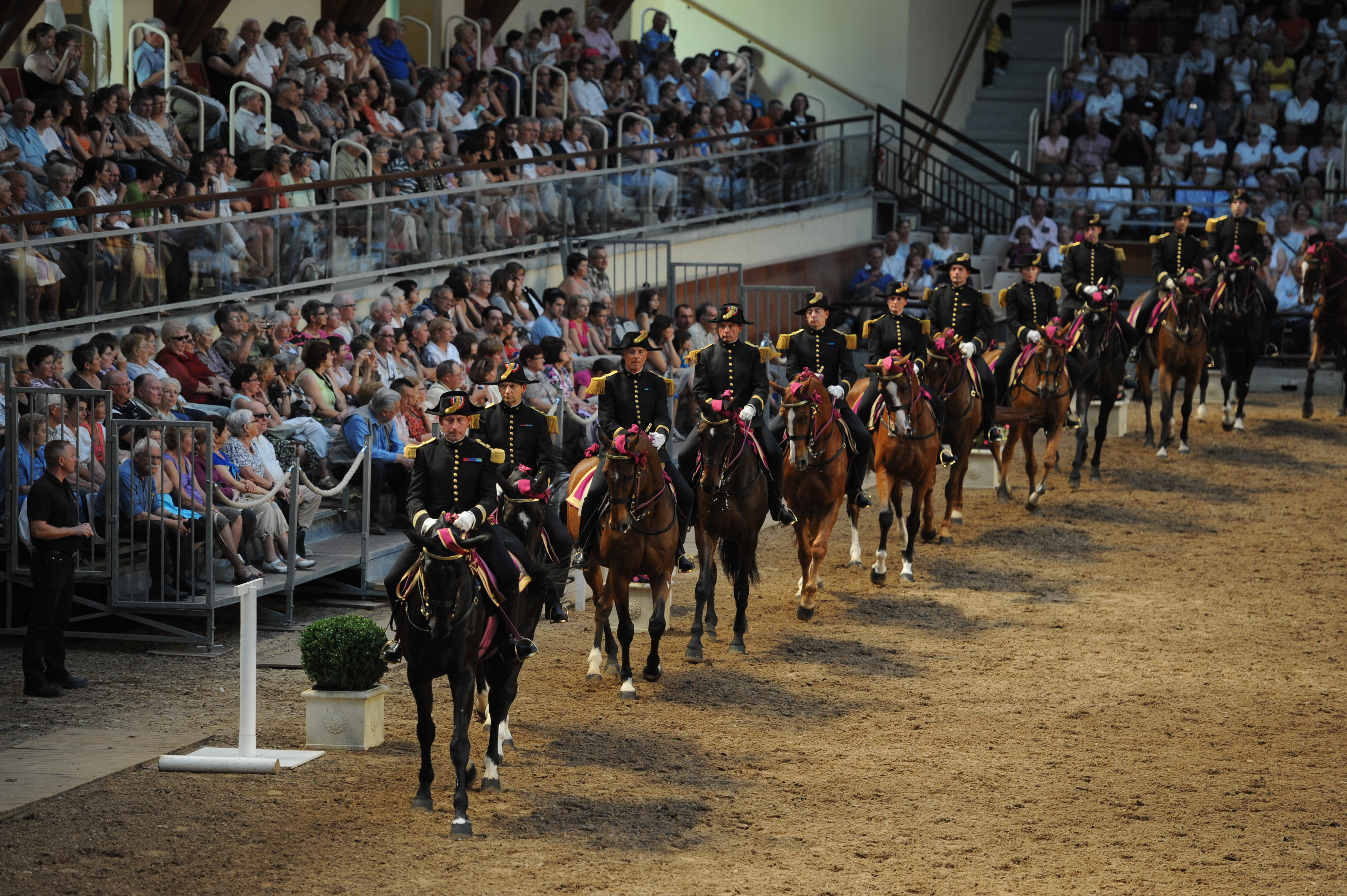
Une reprise du Cadre noir de Saumur, dépositaire de l'équitation de tradition française.

Les pratiques d'équitation en France sont, depuis la fin du XXe siècle, extrêmement diverses : Jean-Pierre Digard les analyse comme étant « baroques », « hédonistes » et « sentimentales », c'est-à-dire souvent issues de cultures étrangères, et tournées vers la recherche du plaisir et de la proximité avec le cheval. Certaines sont apparentées au sport (sports équestres), d'autres au loisir ou même au jeu. Les équitations de tradition sont des façons particulières de monter à cheval, liées à des cultures. Le sport hippique, souvent confondu à tort avec le sport équestre, est représenté en France par les courses de trot, de galop et d'obstacles. L'équitation hunter, mélange de dressage et de saut d'obstacles, fait partie des disciplines émergentes, tout comme les jeux Equifun et l'Equifeel, qui mettent en valeur la complicité, l'adresse et la maniabilité du couple cavalier/cheval.

### Sports équestres
Les sports équestres, comme leur nom l'indique, incluent une performance sportive chez le cheval et le cavalier. Le saut d'obstacles reste la discipline équestre la plus connue et la plus pratiquée en France. Avec le dressage et le concours complet, c'est aussi la plus fréquemment enseignée, en raison des sensations qu'elle procure au cavalier.
| Discipline                    | Présentation | Nombre d'épreuves     | Nombre de pratiquants                                        |
| ----------------------------- | --- | --------------------- | ------------------------------------------------------------ |
| Attelage                      | Les compétitions peuvent se pratiquer en famille et comportent trois épreuves : dressage, maniabilité et marathon. La pratique de l'attelage se développe. |                       |                                                              |
| Concours complet d'équitation | Comporte trois épreuves : Saut d'obstacles, dressage et cross. | 6 000 (2011)          | 68 000 participants aux épreuves (2011).                     |
| Dressage                      | Concours d'enchaînement de figures définies. | 13 000 (2011)         | 68 500 participants aux épreuves (2011).                     |
| Endurance                     | Course de fond en pleine nature. Peut se pratiquer (beaucoup plus rarement) avec un attelage | 2 800 courses (2011)  | 20 500 participants aux courses (2011).                      |
| Horse-ball                    | Balle au panier à cheval, codifié en 1979 | 1 300 (2011)          | 350 équipes et 16 000 participations (2011).                 |
| Para-équestre                 | Deux disciplines équestres accessibles aux handicapés sont organisées en France, le dressage para-équestre et le saut d'obstacles para-équestre. La compétition équestre handisport est gérée par la Fédération française handisport avec la Fédération française d’équitation. |                       |                                                              |
| Team penning                  | Tri du bétail en équipe. Géré par l'Association française d'équitation de travail. |                       |                                                              |
| Polo                          | En équipe, avec une petite balle et un maillet. Géré par la Fédération française de polo |                       | 954 licenciés en 2010.                                       |
| Reining                       | Mouvements du travail de ranch en arène. Géré par la National reining horse association of France. |                       | 400 membres dans la NRHA France.                             |
| Saut d'obstacles              | Franchissement d'une combinaison d'obstacles mobiles. | Plus de 60 000 par an | Plus d’un million de participants aux épreuves chaque année. |
| Voltige en cercle             | Réalisation de figures artistiques sur le dos du cheval. Officiellement reconnue en 1985. | 750 (2011)            | 3 800 (2011)                                                 |

### Sport hippique
Le sport hippique a la particularité d'être représenté par deux grands domaines à peu près équivalents en termes d'importance, le galop (y compris la course d'obstacles ou steeple-chase) et le trot (attelé ou monté). Leurs origines sont très différentes, car au contraire du galop qui a été importé d'Angleterre, le trot est issu de traditions locales, notamment des courses de demi-sang normands. Ces deux univers ne communiquent pas ou très peu entre eux. Le développement des courses de trot représente une spécificité française. Ce type de course existe dans d'autres pays, mais c'est incontestablement en France qu'il est le plus présent. Le secteur des courses hippiques traverse une légère crise dans tout l'occident. Les paris restent élevés mais les hippodromes sont de moins en moins fréquentés. En 2000, la France compte 263 hippodromes en activité et 16 500 courses organisées.

### Traditions équestres
| Discipline                        | Détails |
| --------------------------------- | --- |
| Chasse à courre                   | Environ 450 équipages de vénerie en France en 2013. La pratique, interdite dans bon nombre d'autres pays européens, continue d'être autorisée malgré les controverses qu'elle suscite. Les meilleurs chevaux de vénerie s'affrontent lors du championnat de France du cheval de chasse. |
| Doma vaquera                      | Équitation de travail pratiquée en Andalousie |
| Équitation camarguaise            | Équitation de travail propre au delta du Rhône. Se pratique avec un cheval Camargue |
| Équitation de tradition française | Issue de l'héritage des écuyers français et surtout pratiquée au Cadre noir de Saumur. |
| Équitation de travail             | Terme générique pour toutes les équitations basées sur la conduite et le tri du bétail. |
| Équitation islandaise             | Se pratique avec un cheval Islandais. Compétitions et manifestations organisées par l'Association Française d'Équitation Islandaise. |
| Équitation portugaise             | Se pratique avec un cheval Lusitanien |
| Équitation western                | Terme générique pour désigner l'équitation sportive ou de loisir issue du travail de ranch américain. |
| Monte en amazone                  | Équitation réservée aux femmes, en robe et avec les deux jambes du même côté de la selle. |
| Tir à l'arc à cheval (Bajutsu)    | Ensemble de techniques de combat à cheval variées |

### Randonnée, loisirs et jeux
La France est aussi la première destination mondiale de tourisme équestre : de 2003 à 2013, le nombre des touristes équestres a augmenté de 87 %. Un Français sur deux affirme (sur sondage) son intention de pratiquer une activité équestre pendant ses vacances, vraisemblablement par « recherche du contact avec un animal que l'on ne peut pas avoir chez soi ». Les enfants qui pratiquent l'équitation pour la première fois pendant leurs vacances deviennent souvent des habitués des centres équestres quand vient la rentrée suivante.
| Discipline  | Détails |
| ----------- | --- |
| Equifeel    | Jeu équestre à pied qui met en valeur la complicité avec l'animal. |
| Equifun     | Jeu équestre, réalisation d'un parcours au chronomètre avec des difficultés qui demandent maniabilité, saut et adresse. La difficulté à maîtriser sa monture compte dans le résultat final.                                                                                      |
| Pony-games  | Jeux variés à poney. S'est développé dans les années 1990. |
| Ski joëring | Déplacements tractés par un ou plusieurs équidés, généralement sur la neige. Permet historiquement aux skieurs de remonter les pistes avant l'arrivée des remontées mécaniques. Activité relancée comme sport-loisir dans les stations de ski françaises durant les années 1990. |
| TREC        | Discipline française, née à la fin des années 1980, qui présente sous forme de compétition les difficultés des randonnées équestres. Peut se pratiquer avec un attelage. |

### Équitation éthologique
Le film à succès de Robert Redford, L'Homme qui murmurait à l'oreille des chevaux (1998), a popularisé l'équitation éthologique d'origine américaine auprès du public français. Les enseignants de ces méthodes acquièrent une grande renommée dans toute l'Europe en quelques années. L'application de méthodes marketing y est pour beaucoup : Pat Parelli a créé au haras de la Cense le premier centre d'équitation éthologique du pays. Cette pratique fait l'objet d'un important engouement depuis les années 2000.

## Cavaliers français célèbres
De nombreux cavaliers français se hissent au plus haut niveau dans la plupart des disciplines équestres reconnues par la FEI, notamment en saut d'obstacles, en concours complet d'équitation et en endurance. Après-guerre, Pierre Jonquères d'Oriola (1920-2011) a remporté de nombreuses récompenses qui l'ont hissé au rang de cavalier français le plus connu, et le plus titré en saut d'obstacles. Dans les années 1980, l'épopée de Pierre Durand avec Jappeloup passionne à son tour, l'apothéose étant la médaille d'or obtenue aux Jeux olympiques de Séoul en 1988. En 1990, Éric Navet devient champion du monde de saut d'obstacles avec Quito de Baussy. En 1996, Alexandra Ledermann décroche la médaille de bronze à Atlanta avec Rochet M et devient la chef de file des cavaliers d'obstacle français. Le parcours de Michel Robert est également notable avec une carrière équestre au niveau international de plus de 40 ans et de nombreux titres décrochés aux championnats du monde, d'Europe et aux Jeux olympiques. Les bonnes performances continuent, puisque Roger-Yves Bost est devenu champion d'Europe de la discipline en 2013. 

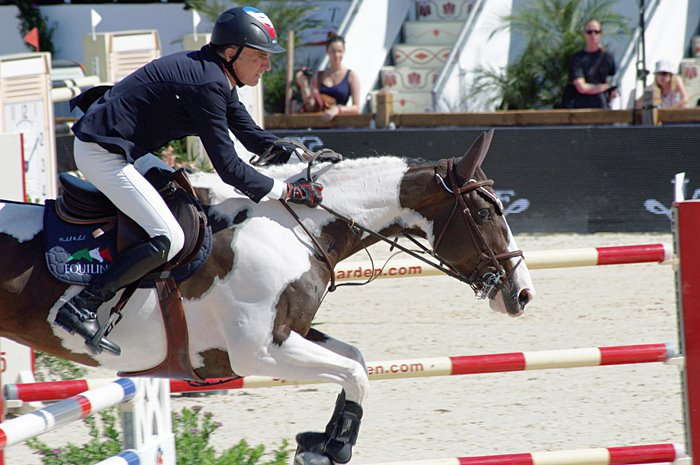
Michel Robert et Catapulte lors du Global Champions Tour de Cannes en juin 2012.

Les cavaliers français sont moins représentés dans la discipline du dressage, où la dernière médaille olympique est celle de la franco-allemande Margit Otto-Crépin en 1988. 
En concours complet d'équitation, les cavaliers français obtiennent régulièrement de bons résultats sur la scène internationale. Ces derniers sont cependant à nuancer, les podiums étant plus fréquents au niveau européen qu'au niveau mondial. Les cavaliers français ont réalisé de très belles performances dans la discipline des années 1950 à 1970. Les prestations plus récentes de Jean Teulère, Marie-Christine Duroy, Didier Courrèges, Cédric Lyard, Arnaud Boiteau et Nicolas Touzaint ont permis des classements et victoire aux jeux équestres mondiaux de 1994, 1998, 2002 ainsi qu'une médaille d'or par équipe aux Jeux Olympiques d'Athènes de 2004. 
Les cavaliers d'endurance français figurent parmi les meilleurs du monde. Virginie Atger a remporté plusieurs médailles d'or aux championnats d'Europe et aux jeux équestres mondiaux. La France est aussi la nation championne d'Europe 2013 de la discipline.
De nombreuses personnalités françaises pratiquent régulièrement l'équitation à différents niveaux, c'est le cas de François Fabius, Guillaume Canet, Benjamin Castaldi et Nicolas Canteloup, qui était moniteur d'équitation avant de percer comme humoriste,. Le spectacle équestre est associé depuis le début du XXe siècle à de grands noms du cirque français comme la famille Bouglione et plus tard la famille Grüss. La France s'illustre toujours de manière internationale en spectacle équestre, à travers le Cadre noir, la troupe de Bartabas à l'académie du spectacle équestre, celle de Mario Luraschi, le cirque ou encore le musée vivant du cheval.

### Médailles françaises aux Jeux olympiques
| Jeux             | Discipline               | Epreuve     |        | Cavalier (cheval) |
| ---------------- | ------------------------ | ----------- | ------ | --- |
| Paris 1900       | Saut d'obstacles         | Individuel  | bronze | Louis de Champsavin (Terpsichore) |
| Paris 1900       | Saut en hauteur          | Individuel  | or     | Dominique Gardères |
| Paris 1900       | Saut en longueur         | Individuel  | bronze | Jacques de Prunelé |
| Paris 1900       | Combiné hacks et hunters | Individuel  | or     | Louis Napoléon Murat |
| Paris 1900       | Combiné hacks et hunters | Individuel  | argent | Victor Archenoul |
| Paris 1900       | Combiné hacks et hunters | Individuel  | bronze | Robert de Montesquiou-Fézensac |
| Paris 1900       | Attelage                 | Individuel  | argent | Léon Thome |
| Paris 1900       | Attelage                 | Individuel  | bronze | Jean de Neuflize |
|                  |                          |             |        | |
| Stockholm 1912   | Concours complet         | Individuel  | bronze | Jacques Cariou (Cocotte) |
| Stockholm 1912   | Saut d'obstacles         | Individuel  | or     | Jacques Cariou (Mignon) |
| Stockholm 1912   | Saut d'obstacles         | Par équipes | argent | Pierre Dufour d'Astafort (Amazone) Jacques Cariou (Mignon) Ernest Meyer (Allons-y) Gaston Seigner (Cocotte)                                                              |
|                  |                          |             |        | |
| Anvers 1920      | Voltige                  | Individuel  | argent | Field |
| Anvers 1920      | Voltige                  | Par équipes | argent | Field Salins Cauchy |
|                  |                          |             |        | |
| Paris 1924       | Dressage                 | Individuel  | bronze | Xavier Lesage (Plumard) |
|                  |                          |             |        | |
| Amsterdam 1928   | Dressage                 | Individuel  | argent | Charles Marion (Linon) |
| Amsterdam 1928   | Saut d'obstacles         | Individuel  | argent | Pierre Bertran de Balanda (Papillon) |
|                  |                          |             |        | |
| Los Angeles 1932 | Dressage                 | Individuel  | or     | Xavier Lesage (Taine) |
| Los Angeles 1932 | Dressage                 | Individuel  | argent | Charles Marion (Linon) |
| Los Angeles 1932 | Dressage                 | Par équipes | or     | Xavier Lesage (Taine) Charles Marion (Linon) André Jousseaume (Sorelta)                                                                                                  |
|                  |                          |             |        | |
| Berlin 1936      | Dressage                 | Par équipes | argent | André Jousseaume (Favorite) Gérard de Balorre (Debaucheur) Daniel Gillois (Nicolas)                                                                                      |
|                  |                          |             |        | |
| Londres 1948     | Dressage                 | Individuel  | argent | André Jousseaume (Harpagon) |
| Londres 1948     | Dressage                 | Par équipes | or     | André Jousseaume (Harpagon) Jean Saint-Fort Paillard (Sous les Ceps) Maurice Buret (Saint Quen)                                                                          |
| Londres 1948     | Concours complet         | Individuel  | or     | Bernard Chevallier (Alglonne) |
| Londres 1948     | Saut d'obstacles         | Individuel  | bronze | Jean-François d'Orgeix (Sucre de Pomme) |
|                  |                          |             |        | |
| Helsinki 1952    | Dressage                 | Individuel  | bronze | André Jousseaume (Harpagon) |
| Helsinki 1952    | Concours complet         | Individuel  | argent | Guy Lefrant (Verdun) |
| Helsinki 1952    | Saut d'obstacles         | Individuel  | or     | Pierre Jonquères d'Oriola (Ali Baba) |
|                  |                          |             |        | |
| Rome 1960        | Concours complet         | Par équipes | bronze | Jack Le Goff (Image) Guy Lefrant (Nicias) Jéhan Le Roy (Garden) |
|                  |                          |             |        | |
| Tokyo 1964       | Saut d'obstacles         | Individuel  | or     | Pierre Jonquères d'Oriola (Lutteur B) |
| Tokyo 1964       | Saut d'obstacles         | Par équipes | argent | Pierre Jonquères d'Oriola (Lutteur B) Janou Lefèbvre (Kenavo D) Guy Lefrant (Monsieur de Littry)                                                                         |
|                  |                          |             |        | |
| Mexico 1968      | Dressage                 | Individuel  | or     | Jean-Jacques Guyon (Pitou) |
| Mexico 1968      | Saut d'obstacles         | Par équipes | argent | Marcel Rozier (Quo Vadis) Janou Lefèbvre (Rocket) Pierre Jonquères d'Oriola (Nagir)                                                                                      |
|                  |                          |             |        | |
| Montréal 1976    | Saut d'obstacles         | Par équipes | or     | Hubert Parot (Rivage) Marcel Rozier (Bayard de Maupas) Marc Roguet (Belle de Mars) Michel Roche (Un Espoir)                                                              |
|                  |                          |             |        | |
| Séoul 1988       | Dressage                 | Individuel  | argent | Margit Otto-Crépin (Corlandus) |
| Séoul 1988       | Saut d'obstacles         | Individuel  | or     | Pierre Durand (Jappeloup) |
| Séoul 1988       | Saut d'obstacles         | Par équipes | bronze | Hubert Bourdy (Morgat) Frédéric Cottier (Flambeau C) Michel Robert (La Fayette) Pierre Durand (Jappeloup)                                                                |
|                  |                          |             |        | |
| Barcelone 1992   | Saut d'obstacles         | Par équipes | bronze | Hervé Godignon (Quidam de Revel) Hubert Bourdy (Razzina du Poncel) Michel Robert (Nonix) Eric Navet (Quito de Baussy)                                                    |
|                  |                          |             |        | |
| Atlanta 1996     | Saut d'obstacles         | Individuel  | bronze | Alexandra Ledermann (Rochet M) |
|                  |                          |             |        | |
| Athènes 2004     | Concours complet         | Par équipes | or     | Arnaud Boiteau (Expo du Moulin) Cédric Lyard (Fine Merveille) Didier Courrèges (Débat d'Estruval) Jean Teulère (Espoir de la Mare) Nicolas Touzaint (Galan de Sauvagère) |

### Médailles françaises aux Jeux équestres mondiaux
| Stockholm 1990       | Saut d'obstacles | Individuel  | or     | Éric Navet (Quito de Baussy) |  |  |  |  |  |
| Stockholm 1990       | Saut d'obstacles | Individuel  | bronze | Hubert Bourdy (Morgat) |  |  |  |  |  |
| Stockholm 1990       | Saut d'obstacles | Par équipes | or     | Éric Navet (Quito de Baussy) Hubert Bourdy (Morgat) Roger-Yves Bost (Norton de Rhuys) Pierre Durand (Jappeloup)                                         |  |  |  |  |  |
|                      |                  |             |        | |  |  |  |  |  |
| La Haye 1994         | Concours complet | Par équipes | argent | Jean-Lou Bigot (Twist la Beige) Jean Teulère (Rodoste) Marie-Christine Duroy (Summer Song) Didier Seguret (Cœur de Rocker)                              |  |  |  |  |  |
| La Haye 1994         | Endurance        | Individuel  | argent | Denis Pesce (Melfenik) |  |  |  |  |  |
| La Haye 1994         | Endurance        | Individuel  | bronze | Stéphane Fleury (Roc'H Dynavena) |  |  |  |  |  |
| La Haye 1994         | Endurance        | Par équipes | or     | Stéphane Fleury (Roc'H Dynavena) Martine Jollivet (Lizarat) Jacques David (Nelson) Bénédicte Atger (Sunday d'Aurabelle)                                 |  |  |  |  |  |
| La Haye 1994         | Saut d'obstacles | Individuel  | bronze | Michel Robert (Miss San Patrignano) |  |  |  |  |  |
| La Haye 1994         | Saut d'obstacles | Par équipes | argent | Michel Robert (Miss San Patrignano) Roger-Yves Bost (Souviens Toi III) Éric Navet (Quito de Baussy) Philippe Rozier (Baiko)                             |  |  |  |  |  |
|                      |                  |             |        | |  |  |  |  |  |
| Rome 1998            | Concours complet | Par équipes | argent | Jean-Lou Bigot (Twist la Beige) Rodolphe Scherer (Bambi de Brière) Marie-Christine Duroy (Summer Song) Phillipe Mull (Viens du Frene Ene HN)            |  |  |  |  |  |
| Rome 1998            | Saut d'obstacles | Individuel  | argent | Thierry Pomel (Thor des Chaines) |  |  |  |  |  |
| Rome 1998            | Saut d'obstacles | Par équipes | argent | Roger-Yves Bost (Airborne Montecillo) Alexandra Ledermann (Rochet M) Éric Navet (Atout d'Isigny) Thierry Pomel (Thor des Chaines)                       |  |  |  |  |  |
| Rome 1998            | Voltige          | Individuel  | argent | Matthias Lang (Quitus du Madon) |  |  |  |  |  |
|                      |                  |             |        | |  |  |  |  |  |
| Jerez 2002           | Concours complet | Individuel  | or     | Jean Teulère (Espoir de la Mare) |  |  |  |  |  |
| Jerez 2002           | Concours complet | Par équipes | argent | Jean Teulère (Espoir de la Mare) Cédric Lyard (Fine Merveille) Jean-Luc Force (Crocus Jacob Ene*HN) Didier Courrèges (Free Style ENE*HN)                |  |  |  |  |  |
| Jerez 2002           | Endurance        | Individuel  | bronze | Sunny Demedy (Fifi du Bagnas) |  |  |  |  |  |
| Jerez 2002           | Endurance        | Par équipes | or     | Sunny Demedy (Fifi du Bagnas) Emmanuelle Bellefroid (Antinéa de Nautiac) Jean-Phillipe Francès (Djellab)                                                |  |  |  |  |  |
| Jerez 2002           | Saut d'obstacles | Individuel  | argent | Éric Navet (Dollar du Mûrier) |  |  |  |  |  |
| Jerez 2002           | Saut d'obstacles | Par équipes | or     | Éric Levallois (Diamant de Semilly) Éric Navet (Dollar du Mûrier) Gilles Bertrán de Balanda (Crocus Graverie) Reynald Angot (Tlaloc M)                  |  |  |  |  |  |
| Jerez 2002           | Voltige          | Individuel  | or     | Matthias Lang (Farceur Brécéen) |  |  |  |  |  |
|                      |                  |             |        | |  |  |  |  |  |
| Aix-la-Chapelle 2006 | Endurance        | Individuel  | argent | Virginie Atger (Kangoo d'Aurabelle) |  |  |  |  |  |
| Aix-la-Chapelle 2006 | Endurance        | Individuel  | bronze | Élodie Le Labourier (Sangho Limousian) |  |  |  |  |  |
| Aix-la-Chapelle 2006 | Endurance        | Par équipes | or     | Philippe Benoît (Akim du Boulve) Virginie Atger (Kangoo d'Aurabelle) Pascale Dietsch (Hifrane du Barthas)                                               |  |  |  |  |  |
|                      |                  |             |        | |  |  |  |  |  |
| Lexington 2010       | Endurance        | Par équipes | argent | Sarah Chakil (Sakalia) Virginie Atger (Azim du Florival) Cécile Miletto Mosti (Easy Fontnoire)                                                          |  |  |  |  |  |
| Lexington 2010       | Saut d'obstacles | Par équipes | argent | Pénélope Leprevost (Mylord Carthago*HN) Patrice Delaveau (Katchina Mail) Olivier Guillon (Lord de Theizé) Kevin Staut (Silvana de Hus)                  |  |  |  |  |  |
| Lexington 2010       | Voltige          | Individuel  | argent | Nicolas Andréani (Idefix de Braize) |  |  |  |  |  |
| Normandie 2014       | Endurance        | Par équipes | argent | Jean-Philippe Francès (Secret de mon Cœur) Franck Laousse (Nyky de la Fontaine) Nicolas Ballarin (Lemir de Gargassan) Denis Le Guillou (Otimmins Armor) |  |  |  |  |  |
| Normandie 2014       | Saut d'obstacles | Individuel  | argent | Patrice Delaveau (Orient Express*HDC) |  |  |  |  |  |
| Normandie 2014       | Saut d'obstacles | Par équipes | argent | Pénélope Leprevost (Flora de Mariposa) Patrice Delaveau (Orient Express*HDC) Simon Delestre (Qlassic Bois Margot) Kevin Staut (Rêveur de Hurtebise HDC) |  |  |  |  |  |
| Normandie 2014       | Voltige          | Individuel  | or     | Jacques Ferrari (Poivre Vert) |  |  |  |  |  |
| Normandie 2014       | Voltige          | Individuel  | argent | Nicolas Andréani (Just a Kiss HN) |  |  |  |  |  |
| Normandie 2014       | Voltige          | Par équipes | bronze | Nathalie Bitz Anthony Presle Christelle Haennel Clément Taillez Rémy Hombecq Christopher-Robin Krause (Watriano R)                                      |  |  |  |  |  |

## Organisation

### Administrations et organismes officiels
Les administrations et organismes officiels régissant le monde équestre en France sont nombreux et complexes, par le fait de la nature de l'animal même, mais également en raison de sa grande variété d'utilisation,. Ainsi, l'activité équestre était supervisée directement par le premier ministre à travers le Conseil supérieur et le comité interministériel de l'équitation de 1971 à 1990, devenu ensuite le conseil supérieur du cheval, qui fut supprimé en 1996. Le ministère de l'Agriculture assure la tutelle de l'Institut français du cheval et de l'équitation (IFCE), ainsi que celle des courses de chevaux et des paris hippiques.
L'équitation fait également partie des attributions du Ministère des Sports, de la Jeunesse, de l'Éducation populaire et de la Vie associative. De ce fait, l'IFCE est placé sous la double tutelle de ces deux ministères. Cet établissement public est récent, sa création remontant à 2010. Il a pour mission la promotion des équidés et des activités liées au cheval, ainsi que le rayonnement de l’équitation et l’art équestre. Il est notamment chargé de définir les formations et les évaluations des équipes d’encadrement pour les disciplines équestres, et de participer à la formation continue. Il joue également un rôle d'accompagnement auprès des sportifs de haut niveau en mettant à leur disposition des structures d’entraînement adaptées.
La Fédération française d'équitation (FFE) est une organisation nationale. Fondée en 1987, elle unifie sous un même organisme les sports équestres, le tourisme équestre et l'équitation sur poney, entités auparavant indépendantes. La FFE a pour mission de coordonner l'activité des centres équestres, sélectionner les cavaliers en compétition, former les juges, délivrer les licences et diplômes, et d'organiser les règlements des concours en liaison avec la FEI. Elle n'est pas la seule fédération équestre en France, puisqu'il existe des fédérations indépendantes. La Fédération française de polo s'occupe de ce sport, la Fédération de dressage artistique de cette discipline émergente, la Fédération des randonneurs équestres de France et Équiliberté de la randonnée, l'Association française d'équitation de travail, des disciplines de travail du bétail issues des États-Unis. La politique menée par la FFE fait l'objet de critiques, en particulier de la part d'Hervé Godignon qui a créé le Mouvement pour les valeurs de l'équitation (MOVE) afin de s'y opposer.
Créée en 1865, la Société hippique française (SHF) a pour objectif de rassembler, structurer et développer les différents efforts des acteurs de la filière cheval en termes de production, valorisation et commercialisation des jeunes chevaux et poneys de sport. Elle propose des circuits de concours par tranche d'âge dans les six disciplines suivantes : saut d'obstacles, concours complet d'équitation, dressage, attelage, endurance et hunter.
Le Groupement hippique national (GHN) est une association organisée en délégations régionales et qui cherche à syndiquer, informer et accompagner les entrepreneurs du monde du cheval dans toutes leurs activités de gestion. Cet organisme regroupe une grande majorité de centres équestres et les représente auprès des pouvoirs publics. Le Syndicat national des entreprises de tourisme équestre a le statut juridique de syndicat et regroupe une très forte proportion d'exploitants de centres de tourisme équestre.

### Centres équestres

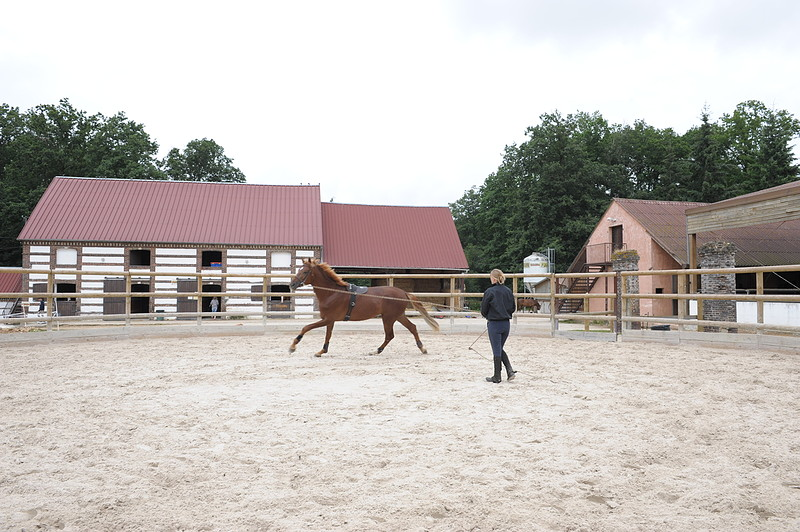
Travail d'un cheval à la longe dans un centre équestre.

Les centres équestres sont les principales structures d'enseignement de l'équitation en France. Le cheval (ou poney) d'enseignement a la particularité d'y être mutualisé. Il n'appartient pas à un propriétaire en particulier mais au centre équestre, qui le met à disposition de tout cavalier, même néophyte. Ce modèle spécifique à la France est unique en Europe. En une vingtaine d'années, il a démocratisé la pratique de l'équitation, qui continue d'appartenir aux activités traditionnelles ou élitistes dans d'autres pays,.
Les moniteurs des centres équestres doivent obligatoirement être titulaires d'un diplôme reconnu par l'État leur permettant d'enseigner contre rémunération, les soigneurs et les apprentis n'ont pas le droit d'apprendre l'équitation au public. L'organisation des centres équestres pose aussi des problèmes, les structures se sont multipliées et elles rencontrent des difficultés d'ordre économique, pour respecter le bien-être animal ou pour recruter des salariés qualifiés.

### Galops
Les « Galops » sont les examens fédéraux d'équitation de la FFE en France. Ils se passent sous son égide et comportent sept niveaux depuis 2012, après en avoir compté neuf pendant de nombreuses années. La majorité des cavaliers français n'étant pas des professionnels et n'ayant pas le temps ou la possibilité de passer tous les Galops, il est rare d'atteindre le niveau sept. Ces examens permettent d'évaluer le niveau du cavalier et leur passage s'apparente à un « mini-concours ». Ils comportent une partie d'hippologie théorique, et de la pratique à travers des reprises et des concours à effectuer. Les premiers galops sont évalués par un moniteur d'équitation diplômé, les plus hauts le sont par une commission.

## Événements
Il existe de nombreux événements équestres sur le sol français, pouvant s'apparenter à la compétition sportive, au spectacle ou encore au salon.

### Compétitions

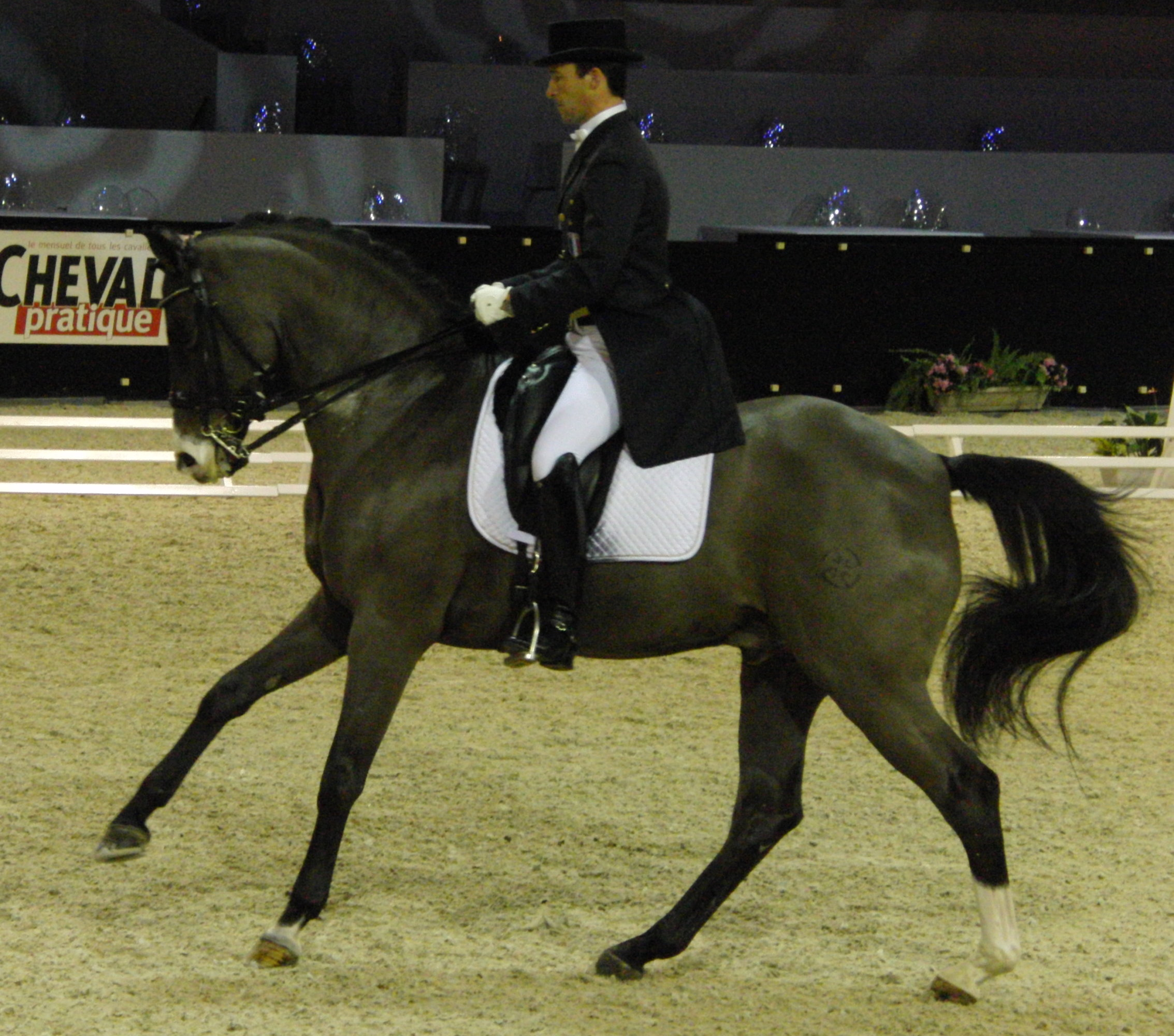
Marc Boblet et Whitni Star à la Paris's Cup Pro Elite de dressage, salon du cheval de Paris 2009.

En 2013, la France est le premier organisateur mondial de compétitions de sports équestres affiliées à la Fédération équestre internationale (FEI), avec environ 15 000 concours toutes disciplines et tous niveaux confondus, qui attirent 8 millions de Français. Ils sont considérés comme « un facteur de développement et d'animation en milieu rural ». Seuls 22 % des cavaliers français (en 2013) pratiquent toutefois la compétition. Les niveaux de ces compétitions vont des concours sur poney pour les enfants dans leur club local aux circuits professionnels réservés à l'élite mondiale. Des plus accessibles aux plus difficiles, on trouve les niveaux Club (réservés aux cavaliers des centres équestres), Amateur (généralement pour les cavaliers propriétaires) et Pro, niveau lui-même divisé en national et international. Les professionnels des compétitions équestres françaises, entraîneurs, cavaliers ou encore juges de concours, travaillent régulièrement à l'international.
La FFE choisit les cavaliers français qui concourent en équipe de France lors des grandes échéances, comme les Jeux olympiques et les Jeux équestres mondiaux, dans les huit disciplines reconnues par la Fédération équestre internationale (CSO, CCE, dressage, reining, endurance, attelage et dressage para-équestre). Le saut d'obstacles représente à lui seul près de 80 % des compétitions organisées sur le territoire français. Les cinq concours français classés cinq étoiles dans cette discipline, nommés French Tour, réunissent le Jumping international de France à La Baule, les étapes de la Coupe du Monde à Lyon et à Bordeaux, et les étapes du Global Champions Tour à Cannes et Chantilly. La France organise aussi les Jeux équestres mondiaux de 2014 en Normandie et de nombreuses compétitions d'envergure mondiale, notamment les Étoiles de Pau (concours complet international quatre étoiles) et le Mondial du Lion (concours complet une et deux étoiles qui compte dans le classement mondial des chevaux de six et sept ans). Le Générali Open de France tient lieu de championnat de France pluri-disciplines depuis 1994, notamment en saut d'obstacles. Il attire 500 000 visiteurs et plus de 13 000 cavaliers, ce qui en fait la plus grande manifestation équestre au monde, certifiée par le livre Guinness des records. La Grande semaine de Fontainebleau est le championnat national des jeunes chevaux de sport français.
Le circuit du Grand National, créé en 2008, concerne les trois disciplines olympiques et reprend le principe de la Formule 1 dans son organisation : des écuries sponsorisées de deux cavaliers y ont pour objectif d'accumuler un maximum de points.

### Salons et manifestations

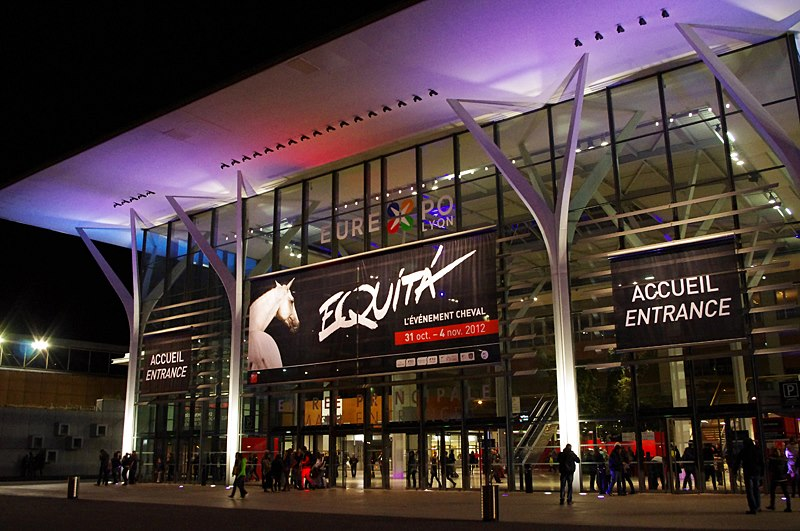
Entrée du salon Equita'Lyon en 2012.

Quatorze salons annuels sont consacrés au cheval et à l'équitation en France fin 2009. Créé en 1972, le Salon du cheval de Paris en est le plus ancien représentant. Sur un site unique, il permet aux visiteurs d'aller à la rencontre des associations de race, des organismes d'État, des associations régionales et des différentes disciplines équestres.
Cheval Passion en Avignon est le salon équestre phare du sud de la France. Depuis sa création en 1986, il allie présentations de races et disciplines équestres, tout en laissant une large place au spectacle équestre,.
Quant à Equita'Lyon, salon français le plus récent car créé en 1995, il propose entre autres de nombreuses compétitions de tous niveaux, un pôle western de grande importance et un spectacle équestre nocturne. Le Cadre noir de Saumur organise régulièrement des présentations, son Carrousel de juillet créé en 1849 représente la plus ancienne manifestation militaire en France et attire plus de 8 000 spectateurs.
Plusieurs manifestations équestres ont lieu sur l'ensemble du territoire français. La Journée nationale du cheval est, comme son nom l'indique, une manifestation nationale qui a lieu tous les ans à destination du grand public. Au cours de cette journée, les centres équestres ouvrent leurs portes et proposent animations et initiations afin de faire découvrir le cheval et les activités s'y rapportant au plus grand nombre. De nombreuses localités, souvent rurales, organisent une « fête du cheval » pouvant mêler compétition, démonstrations, défilés, présentation d'élevages et spectacles : à Rambouillet, à Saint-Maur (Indre), en Bourgogne à Nevers et Ciel, en Normandie à Forges-les-Eaux, en Vendée à Moutiers-les-Mauxfaits, en Auvergne à Dompierre-sur-Besbre, en Midi-Pyrénées à Monclar-de-Quercy, en Bretagne à Guer et Landerneau, en Camargue aux Saintes-Maries-de-la-Mer avec la feria, ou encore dans les Alpes au Val d'Allos. Les Equi'days sont une initiative du conseil général du Calvados. Depuis 1991, cette manifestation regroupe sur plusieurs jours et sur différents sites normands des animations hippiques et équestres.
Également situé en Basse-Normandie, le Normandie Horse show est une manifestation équestre d'envergure qui se déroule sur plusieurs jours. Créé en 1987 et soutenu par le conseil général de la Manche, l’événement a pour objectif de promouvoir l'élevage français à travers différentes disciplines équestres.

## Communication et médiatisation
L'équitation sportive est très peu médiatisée et de ce fait, peu de gens ont conscience de l'importance de sa pratique en France. Le milieu équestre a la réputation d'être fermé sur lui-même. D'après Thierry Petitjean, président du comité départemental d'équitation du Calvados, « c’est un mal bien français », en effet dans d'autres pays européens, comme l'Allemagne et l'Angleterre, l'équitation est nettement plus représentée dans les médias.
L'ethnologue Jean-Pierre Digard évoque une autre piste : le décalage entre le milieu professionnel de l'équitation, encore imprégné d'une ancienne culture équestre, et celui des nouveaux cavaliers sport-loisir. La longueur et la répétitivité des épreuves ainsi que l'image élitiste qui perdure (notamment pour certaines disciplines comme le polo) sont d'autres raisons possibles, de même que l'absence de star médiatique malgré le potentiel de certains cavaliers comme Nicolas Touzaint. Le grand public ignore très souvent qui sont les cavaliers champions d'équitation dans les différentes disciplines, une connaissance rendue plus difficile encore de par la grande variété des sports équestres pratiqués en France. Les journalistes généralistes n'ont généralement pas les connaissances pour appréhender ces différentes disciplines. De plus, les organismes officiels équestres (notamment la Fédération française d'équitation) utilisent peu Internet et les nouvelles technologies pour communiquer.

### Télévision
Les sports équestres souffrent d'une faible exposition sur les chaînes de télévision françaises généralistes et dans les médias sportifs non-spécialisés,, comparativement à d'autres sports comme le football, le tennis, le cyclisme ou l'athlétisme. L'équitation a une petite place dans les médias français, mais pas les sports équestres. TF1 ne consacre qu'environ 25 reportages par an à l'équitation, généralement autour de l'enfance, de la nature, du patrimoine ou du handicap. France Télévisions la considère comme un sport mineur, difficile à comprendre pour le public non pratiquant. Le seul cas où l'équitation sportive a droit à une visibilité est celui d'une médaille aux jeux olympiques, « s'il n'y a pas d'autre médaille française le même jour ».
Le 9 septembre 1996, la chaîne France Courses est créée pour retransmettre toute la journée les épreuves de sport hippique et leurs commentaires. Equidia lui succède le 20 octobre 1999, permettant l'arrivée de la première chaîne thématique sur toute l'équitation et le monde du cheval en France. Le 20 septembre 2011, Equidia se scinde en deux chaînes : Equidia Live (pour les courses uniquement) et Equidia Life (pour tous les autres domaines équestres). Ces deux chaînes représentent un média télévisé important, avec plus de 10 millions d'abonnés fin 2013. Le public d'Equidia est surtout constitué de parieurs et de jeunes cavaliers. Equidia Life a cessé d'émettre le 31 décembre 2017. Depuis le début du XXIe siècle, des efforts permettent une meilleure représentation de l'équitation à la télévision. Eurosport diffuse certaines grandes compétitions équestres depuis les années 2010 (pour un total d'une soixantaine d'heures par an), et L'Équipe 21 en propose aussi depuis sa création en 2012. La FFE a lancé en 2008 sa propre chaîne gratuite sur internet, FFETv.

### Presse
Ouest-France, avec sa rubrique équestre créée en 1985, est l'unique journal généraliste français qui communique régulièrement les résultats des compétitions de sports équestres. La presse généraliste boude l'équitation. Dans les rares cas où elle a droit à une place importante, c'est souvent parce qu'un personnage public la pratique. De nombreux titres de presse équestre spécialisés sont cependant diffusés en France : Cheval magazine (généraliste et grand public), L'Éperon (compétition et élevage, le plus ancien), Grand Prix magazine (compétition, créé en 2008), Cheval pratique (plus technique), Cheval Savoir (plus scientifique et diffusé en ligne), Cheval Star (pour les enfants), Atout cheval (distribué dans les clubs), L'Écho des poneys ou encore Cheval Arabe News (créé en 2009, spécialiste de l'endurance et du cheval Arabe).

### Publicité
La fédération française d'équitation a créé plusieurs campagnes télévisées sur les chaînes françaises nationales (notamment TF1) pour promouvoir ce sport, en particulier auprès des enfants et des adolescents, en reprenant, sur plusieurs années, le slogan enfantin « Le cheval c'est trop génial ». Cette campagne a bénéficié d'une importante exposition médiatique et a permis, selon une enquête IFOP, d'attirer 2 millions de nouveaux enfants pratiquants. Le PMU a également lancé plusieurs campagnes dans la presse et à la télévision : « un jeu comme les autres », « jouez avec vos émotions », et « on parie que vous allez gagner » (2013).

### Sponsoring

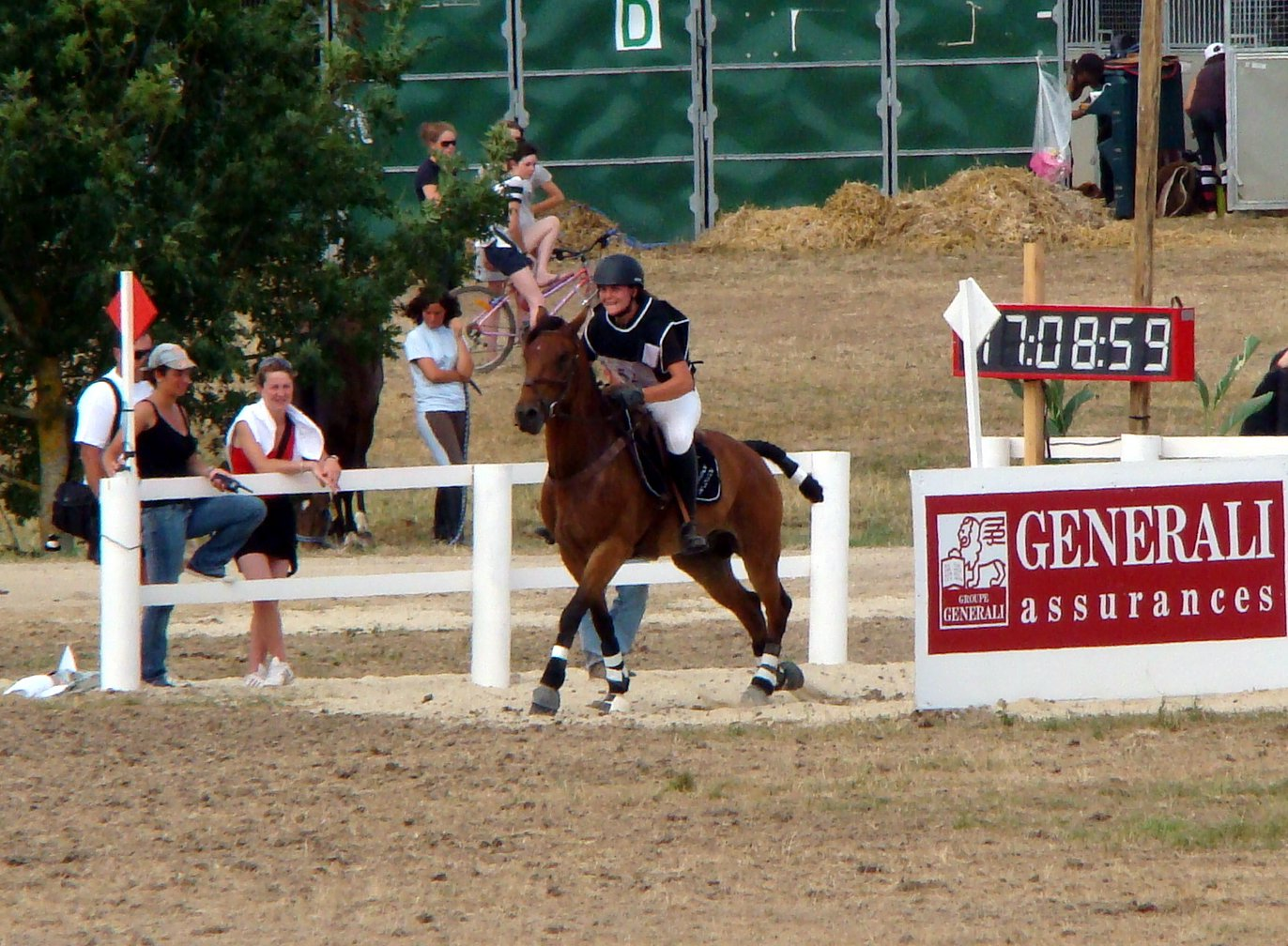
Épreuve de concours complet au Generali Open de France.

La pratique du sponsoring est assez nouvelle dans le paysage équestre français. Certains cavaliers avaient du mal à l'accepter, mais elle tend à se répandre. Ces sponsors ne viennent pas toujours du milieu équestre lui-même, le saut d'obstacles étant notamment sponsorisé par une entreprise du secteur du bâtiment et un voyagiste. Generali, qui propose des assurances pour les cavaliers, sponsorise depuis 1999 de grands événements de la FFE, en particulier le Generali Open de France. Le circuit Coupe du Monde est soutenu depuis sa création par un grand nom de l'automobile. À partir de 2007, une marque de montres de luxe devient son principal soutien, avant d'être remplacé en janvier 2013 par un concurrent. Les concours importants ancrés dans un territoire bénéficient souvent du soutien d'un acteur économique, par exemple un grand quotidien régional et une radio d'actualité pour le Jumping international de France. Deux grandes épreuves font l'objet d'un naming : Gucci a fait son retour après 20 ans d'absence pour créer le Gucci Masters en 2009, et Hermès International a inauguré en 2010 le Saut Hermès au Grand Palais. Ces deux événements sont mondains et haut de gamme. Le Gucci Masters a gagné une certaine notoriété grâce à l'épreuve Style & competition for Amade, parrainée par Charlotte Casiraghi : douze duos comportant souvent une personnalité connue (Benjamin Castaldi, Nicolas Canteloup...) s'affrontent déguisés.

### Productions culturelles
L'équitation est présente dans les productions culturelles françaises, que ce soit en jeu vidéo avec la série d'Alexandra Ledermann, au cinéma avec des films comme Jappeloup, Danse avec lui et Sport de filles, ou à la télévision. De l'époque de la RTF à nos jours, la télévision française propose des créations originales autour du cheval et de l'équitation : Poly dans les années 1960 et la série jeunesse Le Ranch, diffusée depuis 2012, sont des exemples. Des écrivains comme Jérôme Garcin et Homéric se sont spécialisés dans les histoires autour de l'équitation. En bande dessinée, la série Triple galop créée par Benoit Du Peloux (auteur), Alexandre Amouriq et Mirabelle compte 9 tomes aux éditions Bamboo.

## Critiques et controverses

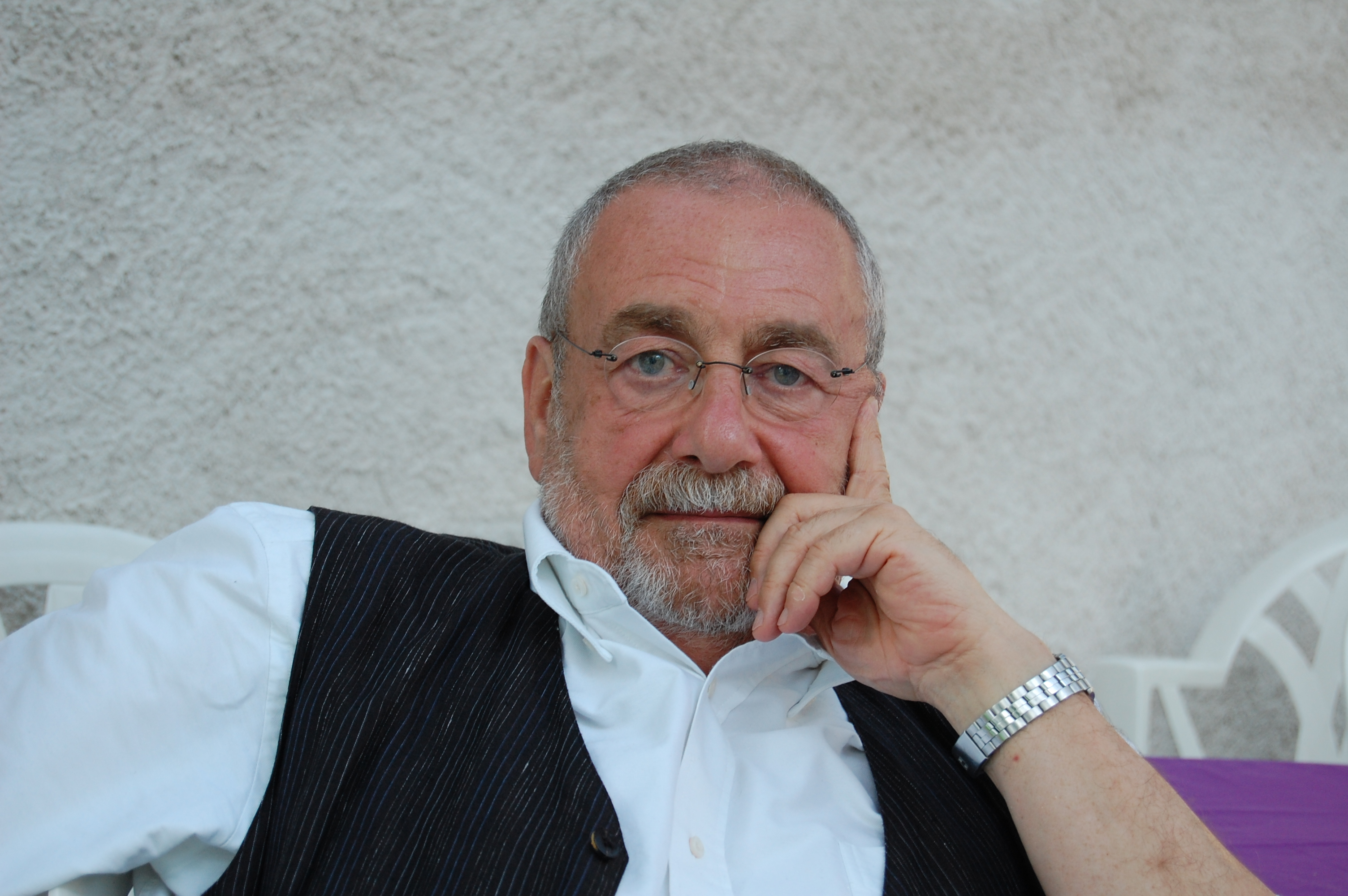
Jean-Pierre Digard, ethnologue spécialiste du cheval, a écrit plusieurs études critiques sur le monde équestre en France.

Le monde équestre français fait aussi l'objet de critiques. C'est un milieu éclaté, voire divisé, ce qui empêche une défense globale tout en créant des clivages. Cette situation est née du développement séparé des différentes pratiques et des organismes qui les gèrent. De ce fait, les filières course, élevage, centre équestre, équitation de loisir, sport de haut niveau, etc. ne sont pas solidaires entre elles, une situation que Jean-Pierre Digard estime être accentuée par « l'individualisme et le narcissisme des cavaliers ». Cette situation est perceptible à travers le financement (l'essentiel des revenus provient des paris hippiques) et l'absence de manifestations de soutien aux éleveurs lors du relèvement de la TVA sur les ventes d'équidés en janvier 2013.
Il a souvent été reproché à la Fédération française d'équitation l'absence d'encadrement de l'implantation des centres équestres sur le territoire, ce qui a entraîné une baisse des marges de chacun d'eux en raison de la concurrence, et un risque de saturation du marché. Cependant, la FFE estime la régulation des centres équestres impossible, dans la mesure où ils relèvent du droit commercial. La qualité de l'enseignement en centre équestre est souvent critiquée par les cavaliers professionnels. Elle est très variable d'un club à un autre, et il est fortement conseillé de suivre les cours plusieurs fois avant de s'inscrire dans l'un d'eux, de manière à juger des compétences des moniteurs. Le cavalier Kevin Staut dénonce aussi le pouvoir de l'argent dans les sports équestres, des « gosses de riches » qui ne savent pas soigner un cheval mais qui s'offrent les meilleures montures. À l'inverse, dans le milieu du sport hippique, les jeunes apprennent à soigner l'animal avant de le monter.
Une autre controverse concerne le bien-être animal. L'abattage des chevaux et la commercialisation de leur viande sont très mal perçus par une majorité de cavaliers et certains mouvements (comme la fondation Brigitte-Bardot) prônent leur abolition. Le conseil économique, social et environnemental estime cependant que la disparition de la filière hippophagique serait « extrêmement préjudiciable sur un plan économique pour toutes les structures qui vivent des courses et de l'équitation », et s'oppose à l'acquisition du statut d'animal de compagnie pour le cheval (soutenu par 64 % des Français), arguant que cela pourrait mener à terme à l'interdiction de l'équitation et des courses et qu'il s'agit de répondre à « une réalité socio-économique ». Pour Jean-Pierre Digard, l'accession du grand public à l'équitation a eu des effets pervers en termes de survie économique du cheval et fait peser sur lui un risque de disparition future. L'équitation fait l'objet de critiques de plus en plus sévères (concernant l'utilisation de la cravache, le danger des obstacles fixes, etc). Ce phénomène est matérialisé entre autres par l'engouement pour l'équitation éthologique. L'ethnologue pense que le cheval pourrait disparaître s'il venait à être considéré comme un animal de compagnie, statut qu'il tend à rejoindre dans l'idée que s'en font les Français : « le XXIe siècle devra choisir : revenir à une utilisation respectueuse mais intensive des chevaux ou se résigner à l'extinction de l'espèce ». La disparition du cheval en France apparaît très improbable, mais les chevaux se raréfieraient si l'équitation venait à être interdite ou considérée comme une pratique cruelle,.